# Demeči
Demeči, česky také Ligetky nebo Lázně Malodobroňské, ukrajinsky Демечі, maďarsky Dimicső, je vesnice ve velykodobroňské územní komunitě, v okrese Užhorod, v Zakarpatské oblasti na Ukrajině; je osadou obce Malá Dobroň. V roce 2001 zde žilo 399 obyvatel, z toho 17,29% obyvatel bylo maďarské národnosti.

## Historie
Ves založily ve 20. letech 20. století  československé úřady, aby oslabily místní maďarskou komunitu v pohraničním území podél řeky Tisy. V letech 1938 až 1945 bylo Demeči (na základě první vídeňské arbitráže) součástí Maďarského království.
Je zde zdroj termální léčivé vody. Bývaly zde lázně s názvem Ligetky (maďarsky Ligetke fürdő) nebo také s názvem Lázně Malodobroňské.